# Merindad de Montija
Merindad de Montija ist eine spanische Gemeinde (municipio) mit 736 Einwohnern (Stand: 2024) im Norden der Provinz Burgos der Autonomen Region Kastilien-León. Zur Gemeinde gehören die Ortschaften Agüera, Baranda, Bárcena de Pienza, Barcenillas del Rivero, Bercedo, Cuestahedo, Gayangos, Edesa, Loma de Montija, Montecillo, Noceco, Quintanahedo, Quintanilla de Pienza, Quintanilla Sopeña, Revilla de Pienza, San Pelayo, Villalázara und Villasante. Der Verwaltungssitz der Gemeinde befindet sich in Villasante.

## Lage
Die Gemeinde liegt etwa 80 Kilometer nordnordöstlich der Provinzhauptstadt Burgos. Durch die Gemeinde fließt der Río Trueba, in den bei Barcenillas del Rivero der Río Cerneja mündet.

## Sehenswürdigkeiten
- Kirche San Isodoro in Villasante
- romanische Kirche San Miguel Arcangel in Bercedo
- Kirche El Salvador in Baranda
- romanische Einsiedelei in Bárcena de Pienza

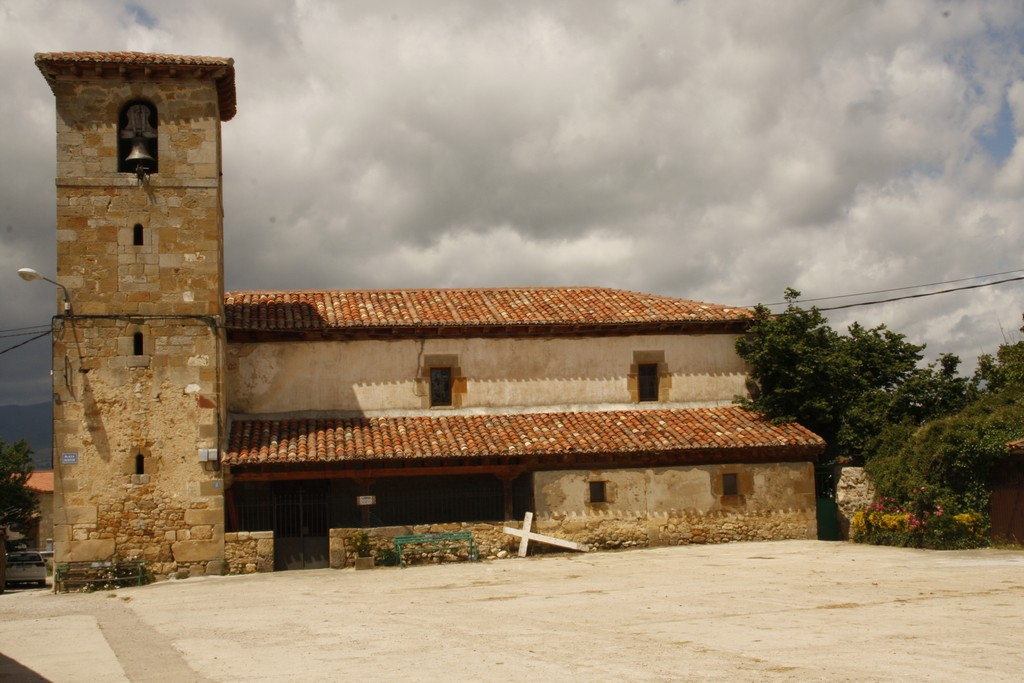
Kirche El Salvador
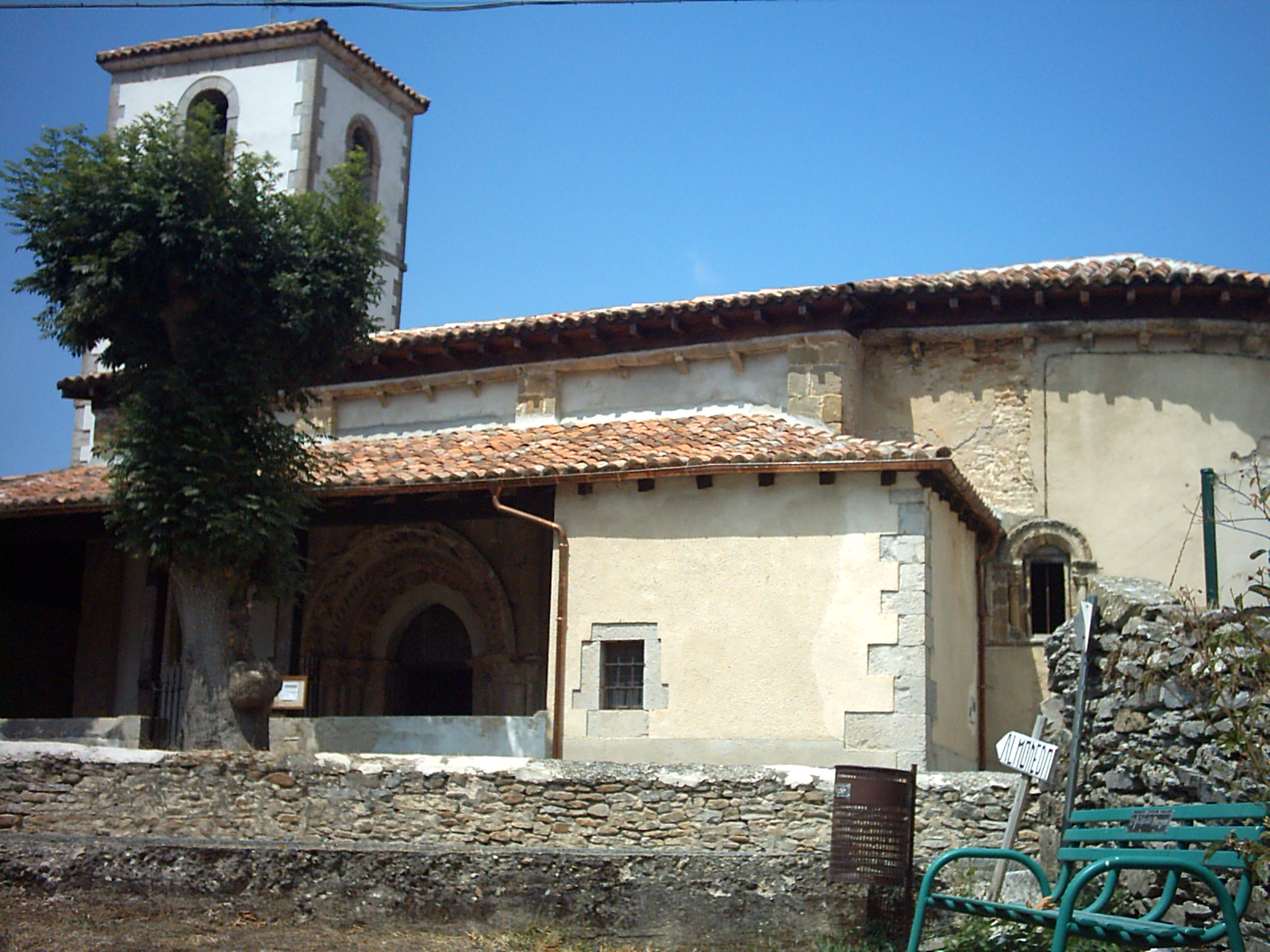
Kirche San Miguel Arcangel